# Федючкове
Федючко́ве — пасажирський залізничний зупинний пункт Полтавської дирекції Південної залізниці на електрифікованій лінії Полтава-Південна — Красноград між станціями Берестин (1,4 км) та Ланна (15,5 км). Розташований поблизу селища Дослідне Берестинського району Харківської області.

## Історія
Зупинний пункт відкритий у 1964 році.

## Пасажирське сполучення
На зупинному пункті Федючкове зупиняються приміські електропоїзди сполученням Полтава-Південна — Лозова.